# 山西省 (越南)

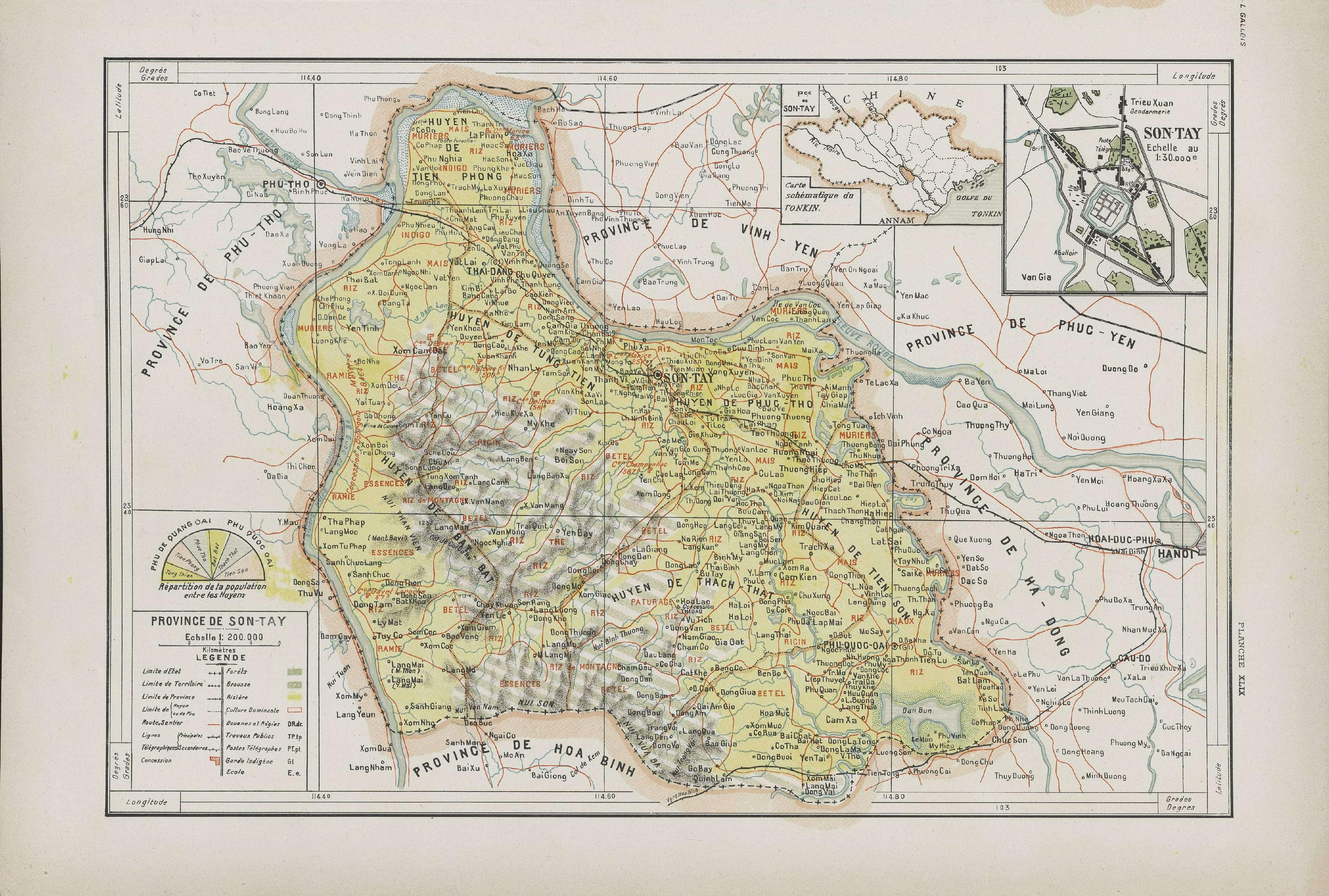
法属印度支那时期的山西省地图

山西省（越南语：／），是越南1831年至1965年之間的一個省份，前後管辖范围變化較大。阮朝自主時期涵蓋今天的河內市西部、和平省東北部、富壽省東部、永福省大部和宣光省南部，法屬以後，僅包括今天河內市西部的山西市社和國威縣、巴位縣、石室縣和福壽縣。

## 建置沿革
山西省的前身是后黎朝的山西承宣和山西处（山西镇）。阮朝明命十二年（1831年），阮朝分設省轄，改山西鎮為山西省，下轄國威府、廣威府、永祥府、臨洮府和端雄府5府，共22縣。國威府下轄安山縣、石室縣、美良縣、丹鳳縣4縣，廣威府下轄先豐縣、明義縣、不拔縣、福壽縣4縣，永祥府下轄安樂縣、安朗縣、白鶴縣、立石縣、三陽縣5縣，臨洮府下轄山圍縣、華溪縣、青波縣、夏華縣4縣，端雄府下轄西關縣、登道縣、山陽縣、雄關縣、扶寧縣5縣。
明命十三年（1832年），以明義縣、不拔縣增設廣威分府，丹鳳縣、石室縣增設國威分府，安朗縣、安樂縣增設永祥分府。
明命十四年（1833年），撤銷登道縣，併入山陽縣。
紹治元年（1841年年）三月，避佐天仁皇后胡氏華諱，華溪縣改名為錦溪縣，夏華縣改名為夏和縣。
嗣德五年（1852年），廢除廣威分府和國威分府。
嗣德七年（1854年）正月，明義縣改名為從善縣。
嗣德九年（1856年），扶寧縣劃歸臨洮府並攝。
嗣德後期，端雄府增設玉關縣。
嗣德三十年（1877年），北圻增設美德道，國威府美良縣劃歸美德道管轄。
建福元年（1884年），國威府丹鳳縣劃歸河內省懷德府管轄。
同慶元年（1886年），臨洮府錦溪縣劃歸興化省嘉興府管轄。
同慶二年（1887年），北圻增設芳林省山西省南部山區地區劃歸芳林省管轄。
同慶三年（1888年）四月，端雄府玉關縣、雄關縣、山陽縣劃歸宣光省管轄。
成泰二年（1890年10月20日），統使府以永祥府白鶴縣、三陽縣、立石縣、安朗縣、安樂縣和太原省平川县析設永安道。
成泰三年（1891年4月12日），永安道併入山西省。
成泰四年（1892年）二月，臨洮府夏和縣劃歸安沛道管轄。後青波縣、山圍縣、扶寧縣劃歸興化省。
成泰十年（1898年），統使府復設永安省，永祥府白鶴縣、三陽縣、立石縣、安朗縣和安樂縣劃歸永安省管轄。至此，山西省僅剩2府6縣：國威府（兼理安山縣）、廣威府（兼理先豐縣）、石室縣、從善縣、不拔縣、福壽縣，統使府將省蒞設為山西市社。
1948年1月25日，越南政府将各战区合并为联区，战区抗战委员会改组为联区抗战兼行政委员会。第二战区、第三战区和第十一战区合并为第三联区，设立第三联区抗战兼行政委员会，山西省划归第三联区管辖。
1948年3月25日，越南民主共和國廢府為縣，山西省下轄山西市社、國威縣、廣威縣、石室縣、從善縣、不拔縣和福壽縣1市社6縣。
1958年11月24日，胡志明签署敕令，自12月1日起撤销第三联区。山西省划归中央政府直接管辖。
1965年4月21日，山西省和河東省合併為河西省。

## 行政区划
1965年，山西省下轄山西市社、國威縣、廣威縣、石室縣、從善縣、不拔縣、福壽縣。